# Grabboksjön
Grabboksjön är en sjö i Dorotea kommun och Åsele kommun i Lappland och ingår i Ångermanälvens huvudavrinningsområde. Sjön har en area på 0,411 kvadratkilometer och ligger 395,1 meter över havet.

## Delavrinningsområde
Grabboksjön ingår i det delavrinningsområde (709906-155452) som SMHI kallar för Mynnar i Kultran. Medelhöjden är 417 meter över havet och ytan är 21,91 kvadratkilometer. Det finns inga avrinningsområden uppströms utan avrinningsområdet är högsta punkten. Grabboksjöbäcken som avvattnar avrinningsområdet har biflödesordning 3, vilket innebär att vattnet flödar genom totalt 3 vattendrag innan det når havet efter 170 kilometer. Avrinningsområdet består mestadels av skog (86 procent). Avrinningsområdet har 0,56 kvadratkilometer vattenytor vilket ger det en sjöprocent på 2,6 procent.